# 裕雅苑

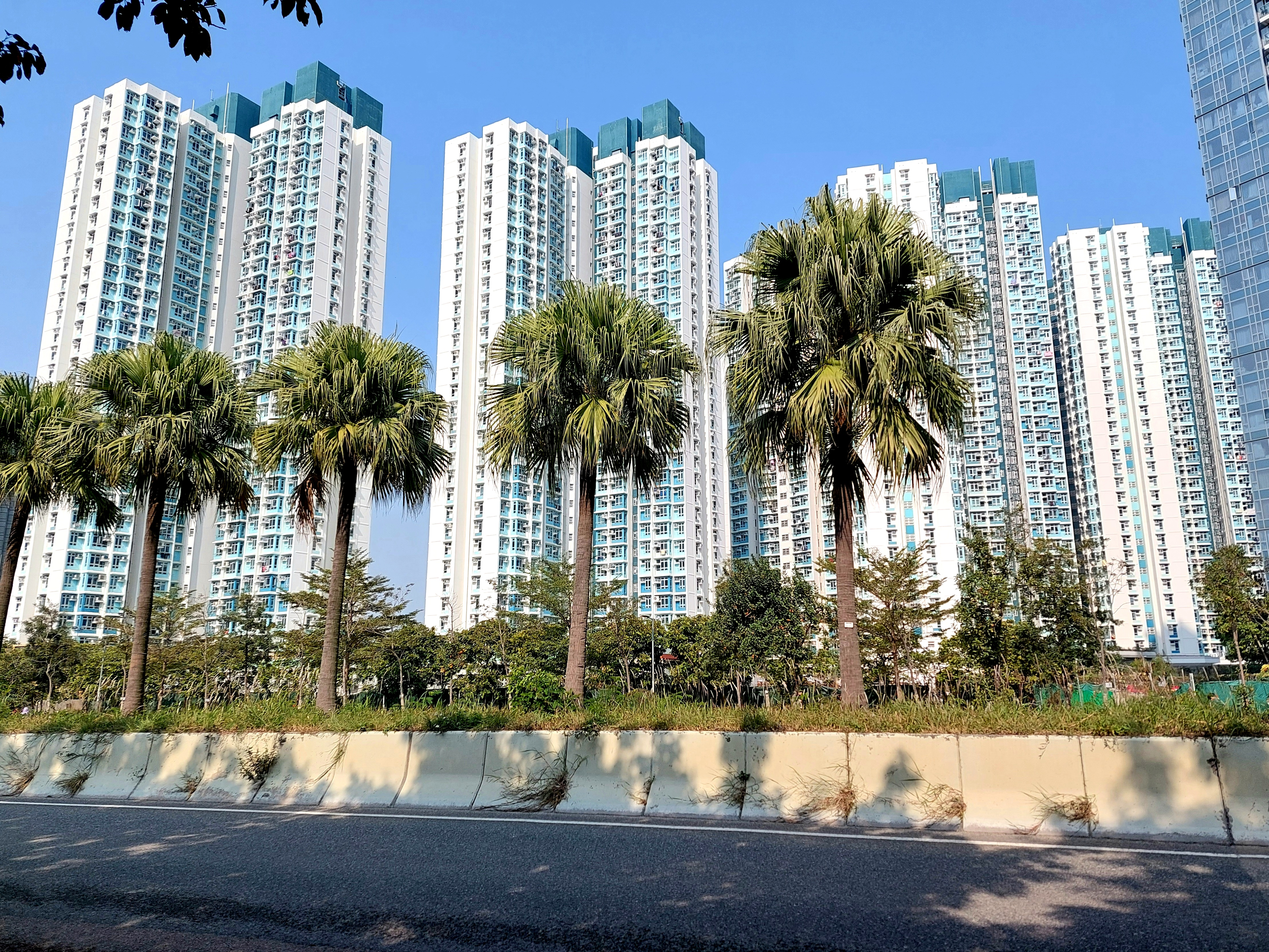
裕雅苑東南面

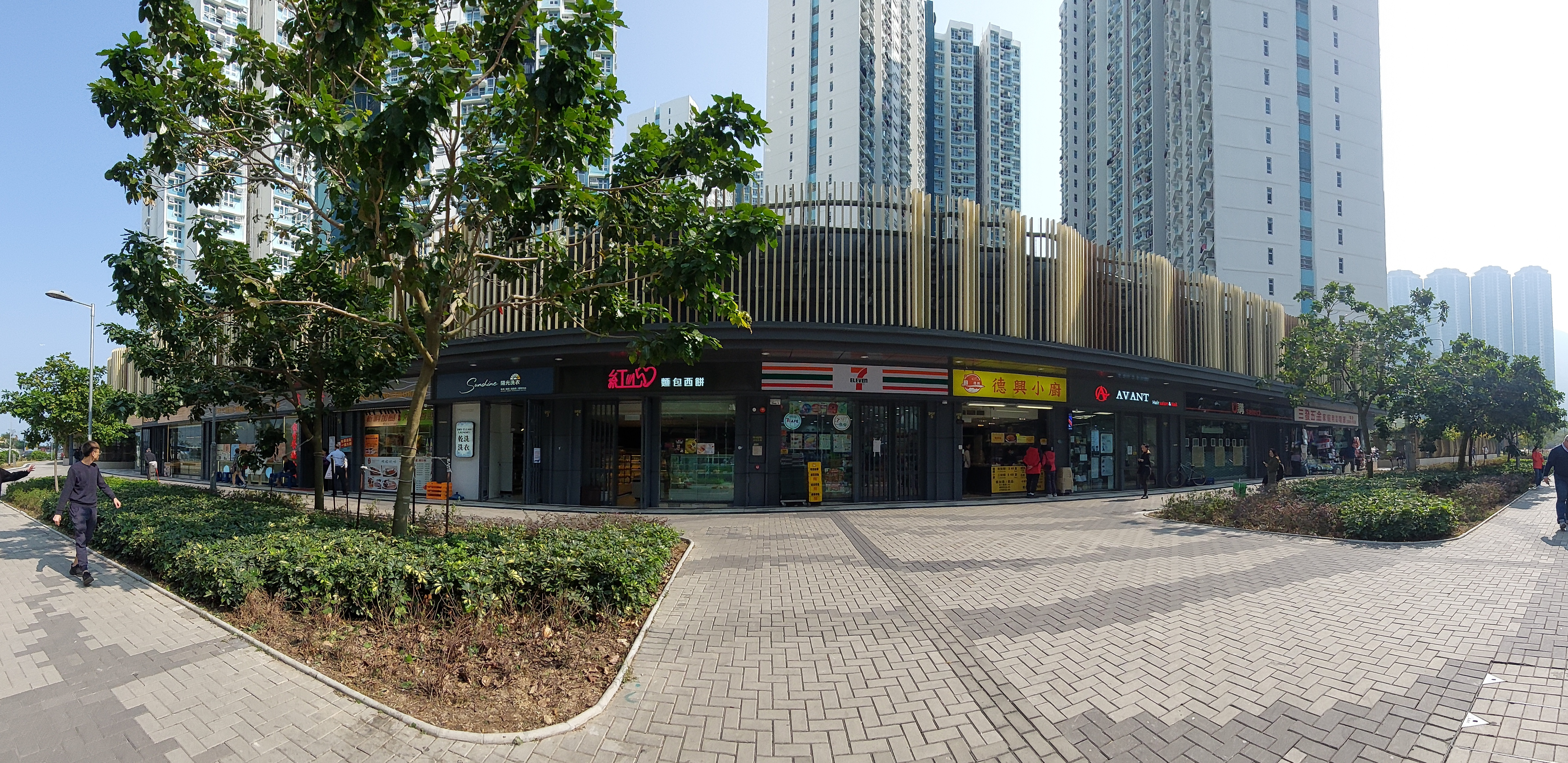
裕雅商場，右二U購Select超市分店已於2024年12月19日結業

裕雅苑（英語：Yu Nga Court）是香港房屋委員會在離島區的居者有其屋屋苑之一，亦是東涌新市鎮第三個落成的居屋屋苑，位於新界離島區東涌怡東路，鄰近私人住宅東環、昇薈及映灣園和香港東涌世茂喜來登酒店，而周邊亦正進行東涌東填海工程。
屋苑由房屋署總建築師（五）設計，並由精進建築有限公司承建。屋苑已於2022年10月27日獲發入伙紙，隨後於同年11月15日起開始揀樓。

## 屋苑資料

### 樓宇
屋宇共設6座（早期方案為8幢），提供3,300伙居屋單位，戶型由開放式至3房不等。受香港國際機場高度限制圈及規劃所限，所有樓宇僅高31層（住宅樓層為30層），較其他同款樓宇的39-41層標準減少八至十層。此屋苑亦是自1998年啟德機場關閉後，全港首個受機場高度限制影響的公營房屋項目。樓宇命名已於2020年4月公佈，詳情如下：
| 樓宇名稱（座號）    | 樓宇類型              | 落成年份 | 層數 （住宅層數） | 每層伙數 | 每座單位總數（伙） | 建築師              | 承建商           | 提供升降機的廠商 |
| ------------------- | --------------------- | -------- | ----------------- | -------- | ------------------ | ------------------- | ---------------- | ---------------- |
| 雅德閣（A座/第1座） | 非標準設計大廈（Y型） | 2022年   | 31 （1-30樓）     | 19       | 570                | 房屋署總建築師（5） | 精進建築有限公司 | 通力             |
| 雅昌閣（B座/第2座） | 非標準設計大廈（Y型） | 2022年   | 31 （1-30樓）     | 19       | 570                | 房屋署總建築師（5） | 精進建築有限公司 | 通力             |
| 雅榮閣（C座/第3座） | 非標準設計大廈（Y型） | 2022年   | 31 （1-30樓）     | 19       | 570                | 房屋署總建築師（5） | 精進建築有限公司 | 通力             |
| 雅盛閣（D座/第4座） | 非標準設計大廈（Y型） | 2022年   | 31 （1-30樓）     | 19       | 570                | 房屋署總建築師（5） | 精進建築有限公司 | 通力             |
| 雅歡閣（E座/第5座） | 非標準設計大廈（Y型） | 2022年   | 31 （1-30樓）     | 17       | 510                | 房屋署總建築師（5） | 精進建築有限公司 | 通力             |
| 雅泓閣（F座/第6座） | 非標準設計大廈（Y型） | 2022年   | 31 （1-30樓）     | 17       | 510                | 房屋署總建築師（5） | 精進建築有限公司 | 通力             |

按照最初的預計，裕雅苑所有樓宇預計於2021年9月竣工；然而，由於施工進度延誤，此屋苑延至2022年10月27日完工，並以現樓形式於「居屋2022」發售。

### 設施
屋苑設兒童遊樂場、籃球場、羽毛球場、園景設施等休憩設施，並設有面積約1,500平方米的單層商場與地庫停車場。此外，雅盛閣地下設一所設有8班的幼稚園，用作遷置原來位於筲箕灣興東邨的青松裕雅幼稚園。因應裕雅苑的興建，政府亦將協助興建位於屋苑外圍的怡東路延伸路段，並建造污水渠等基礎設施。

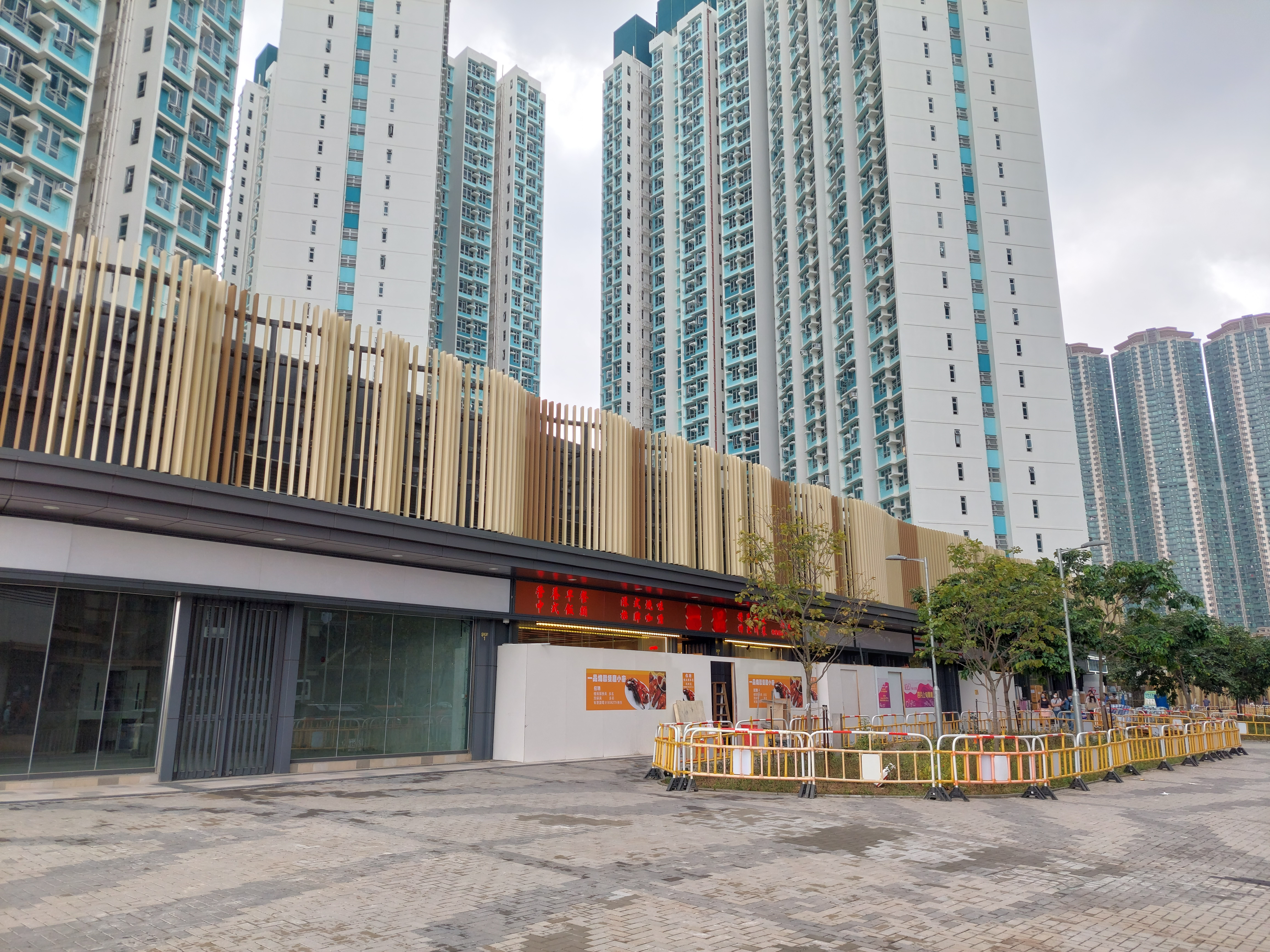
街舖式商場
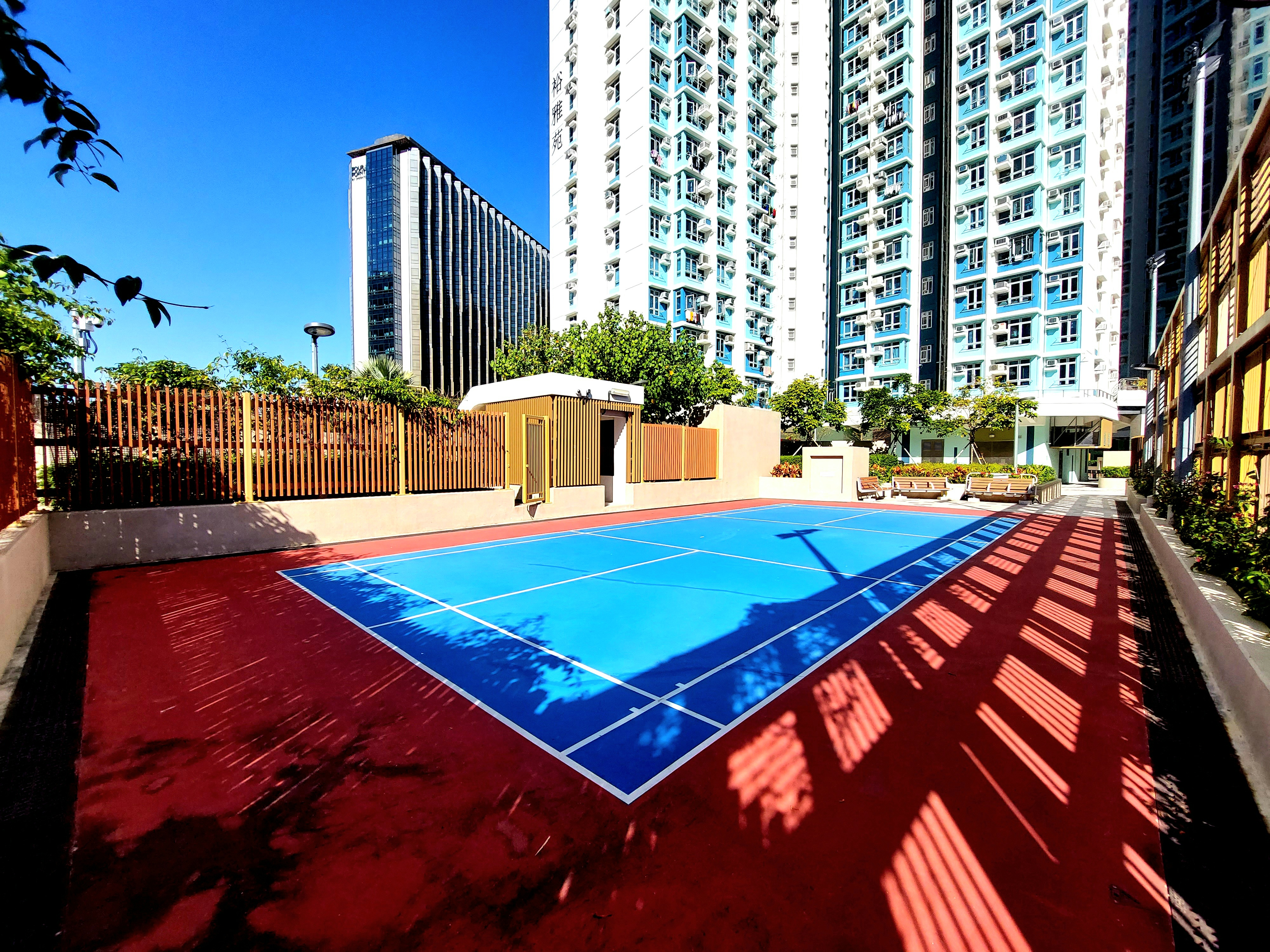
羽毛球場
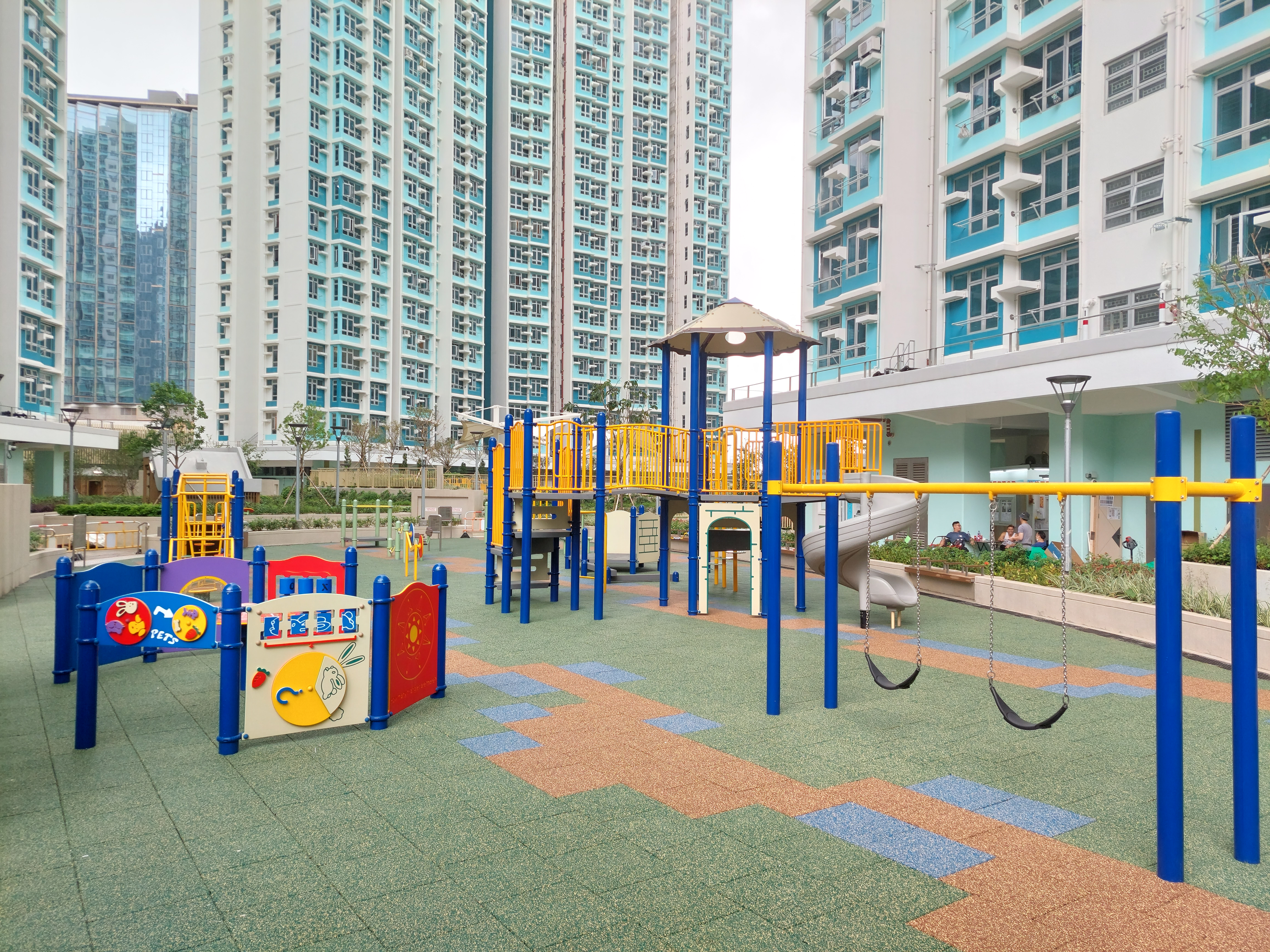
兒童遊樂場
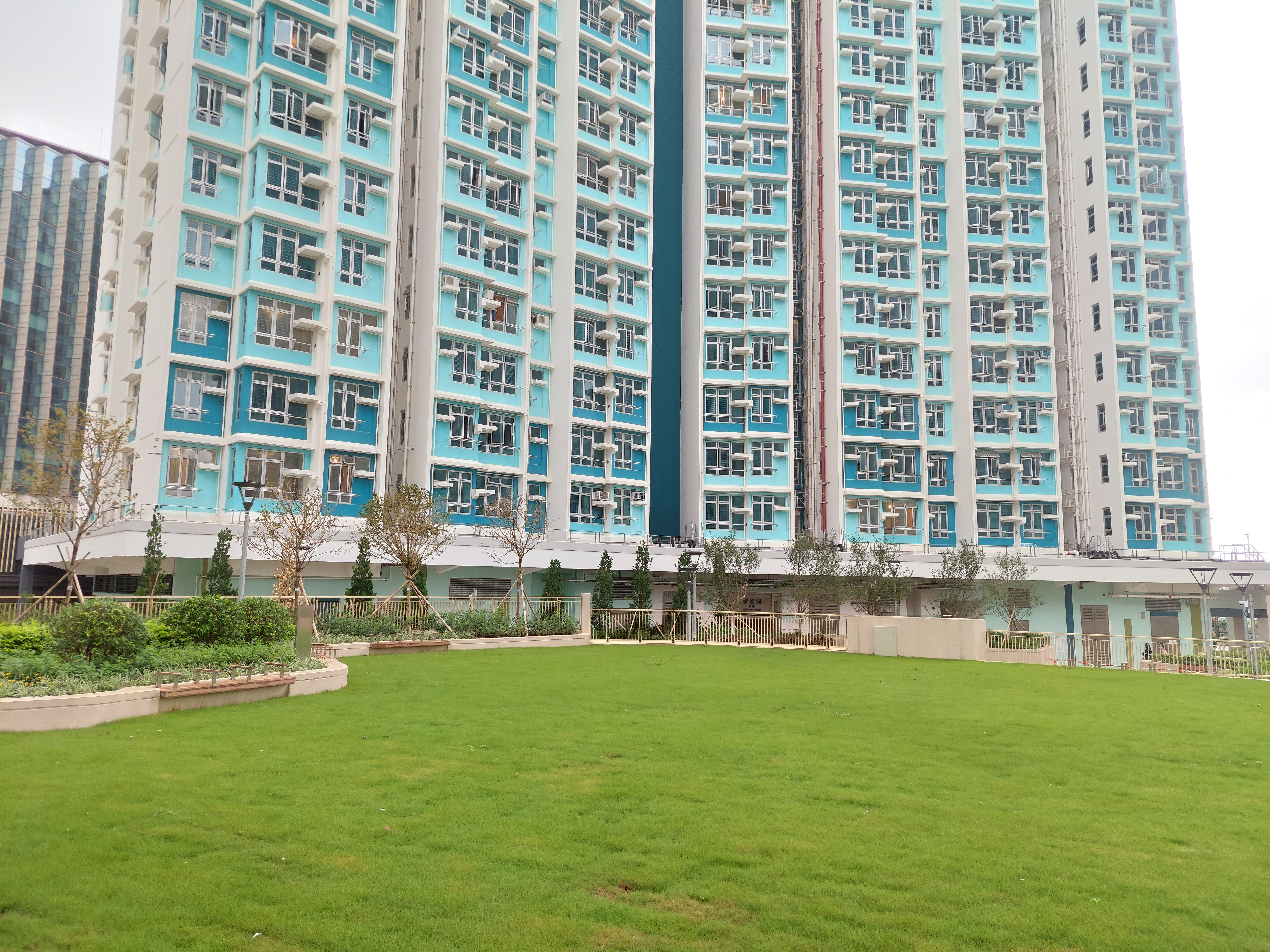
中央草坪
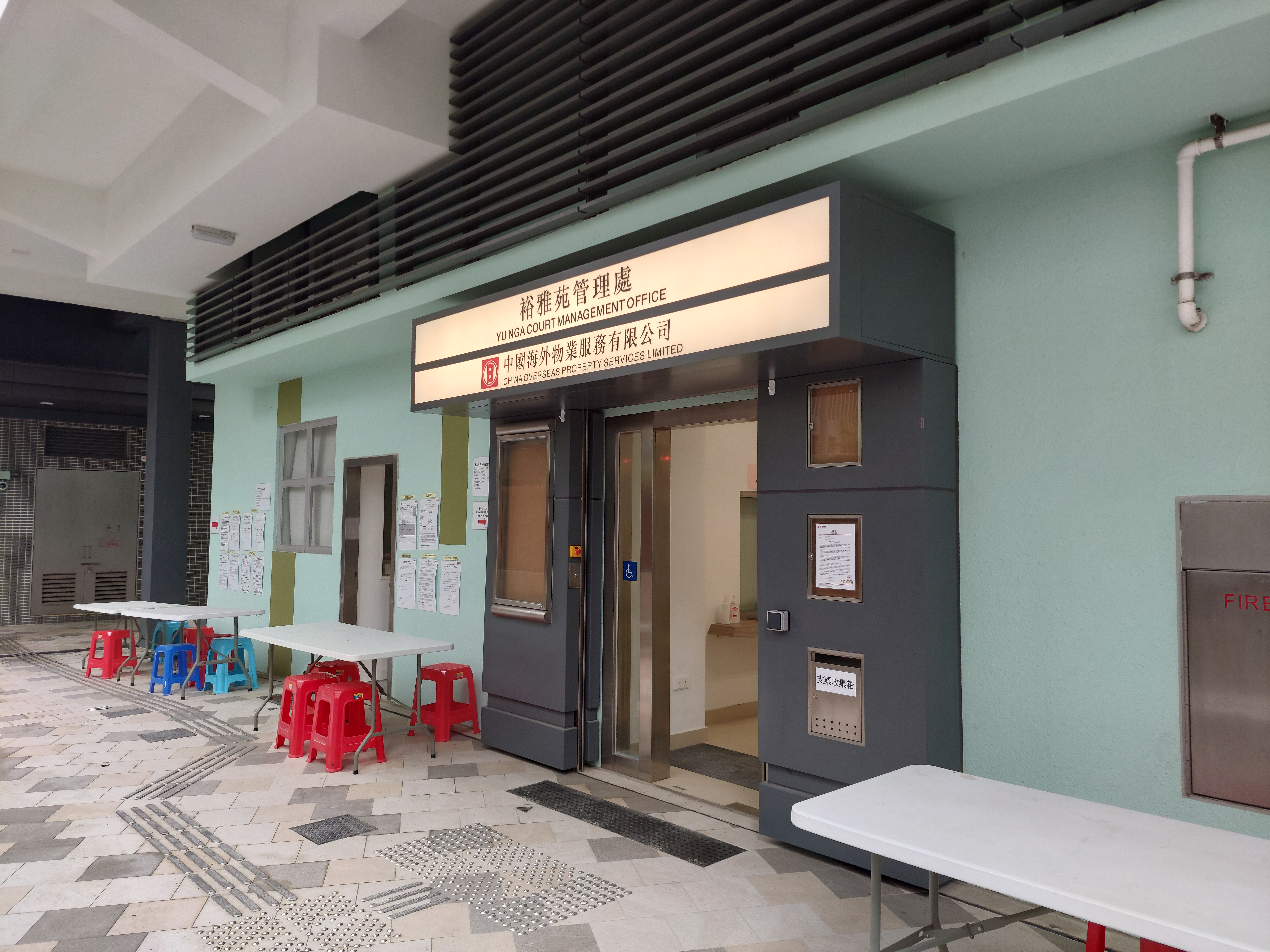
管業處
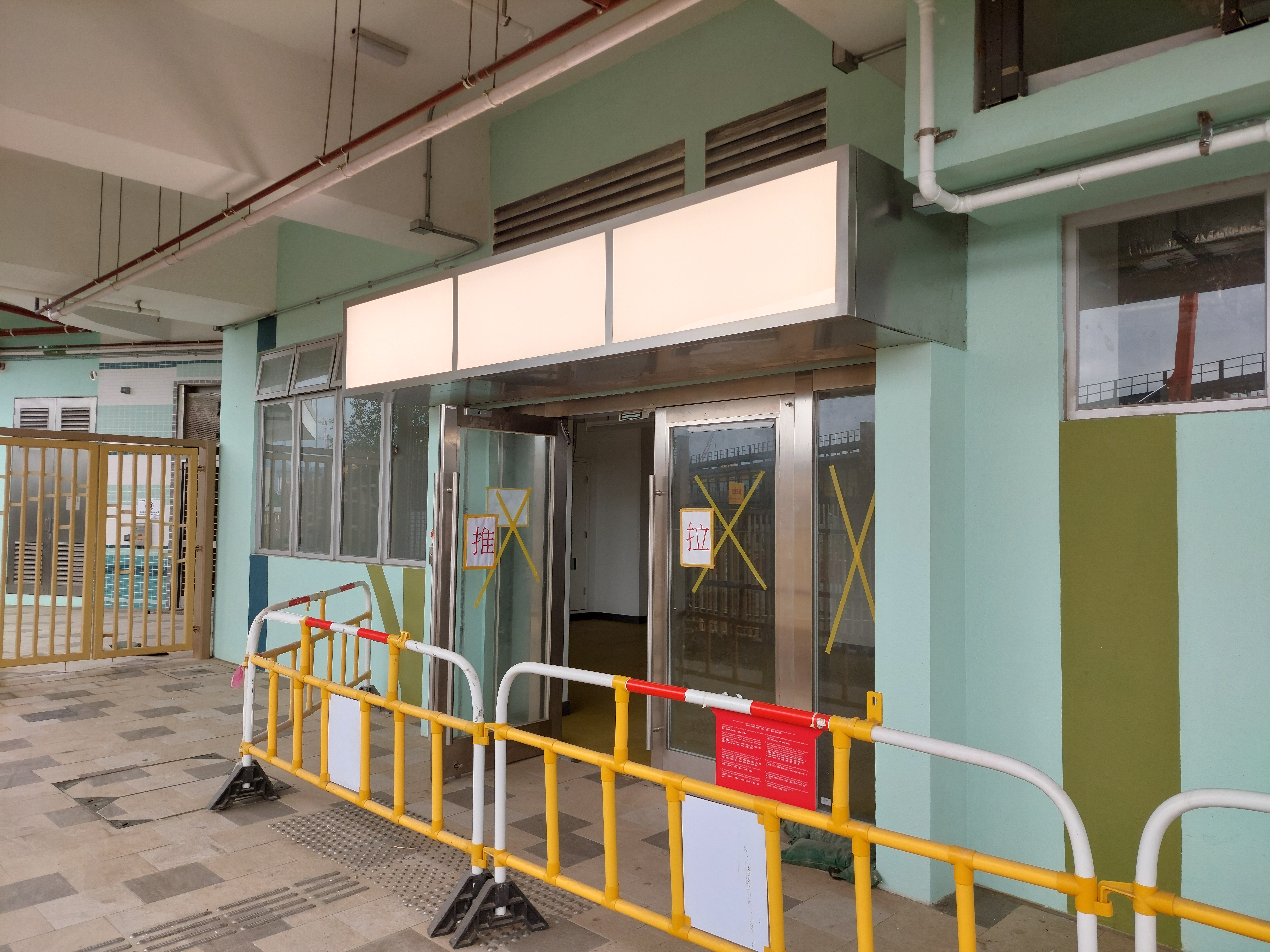
正在裝修的青松裕雅幼稚園
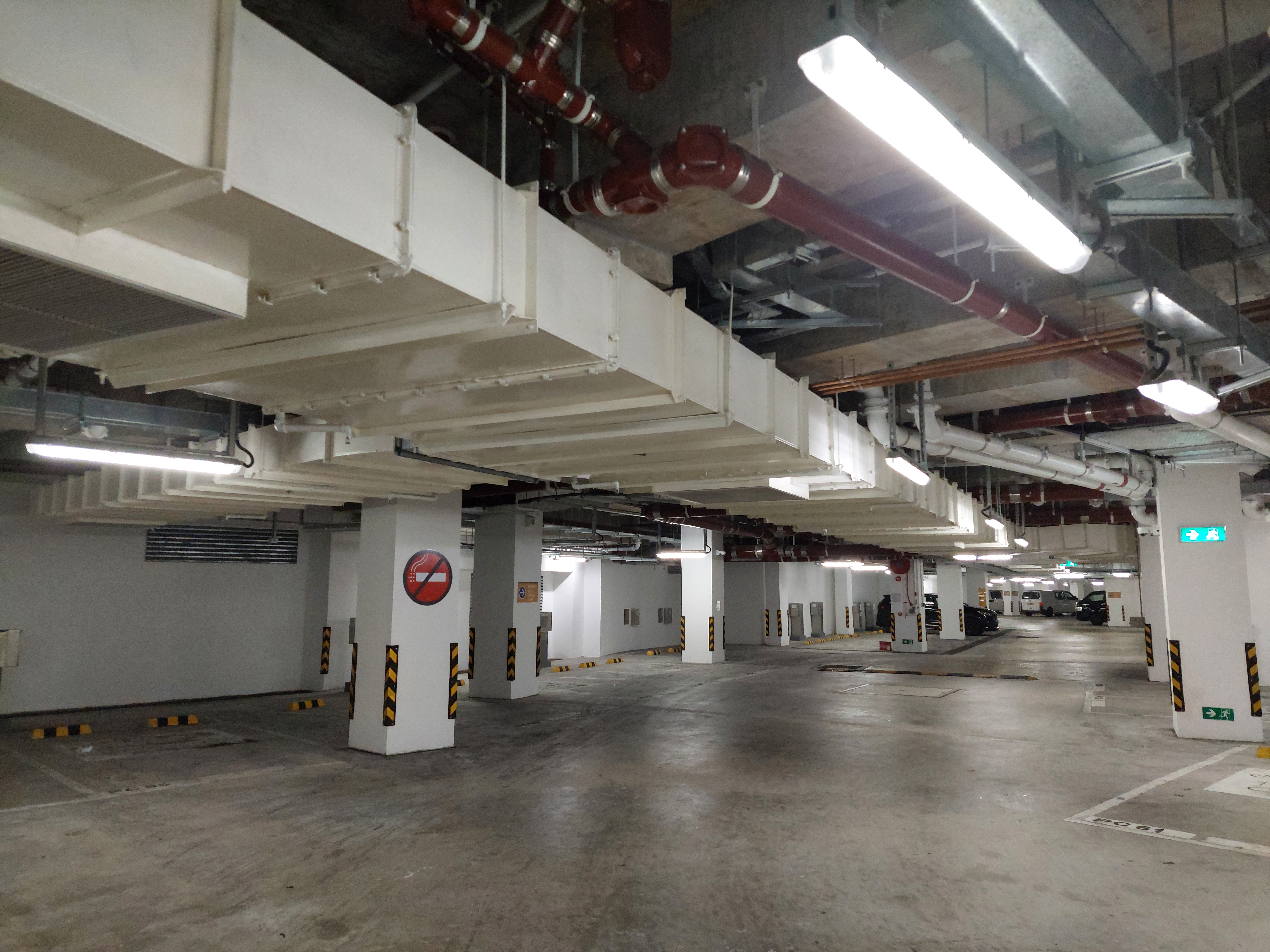
地庫停車場
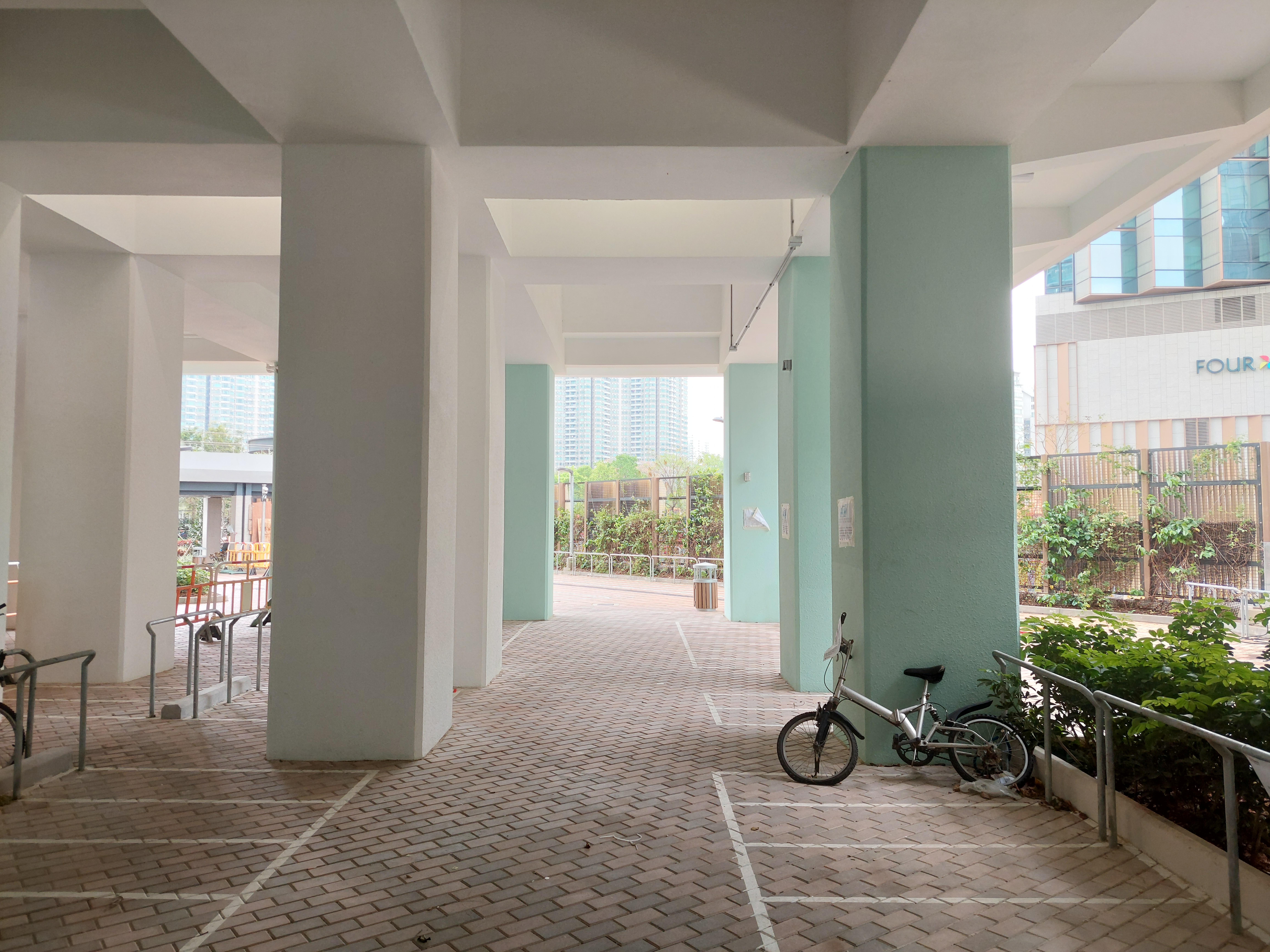
單車泊位
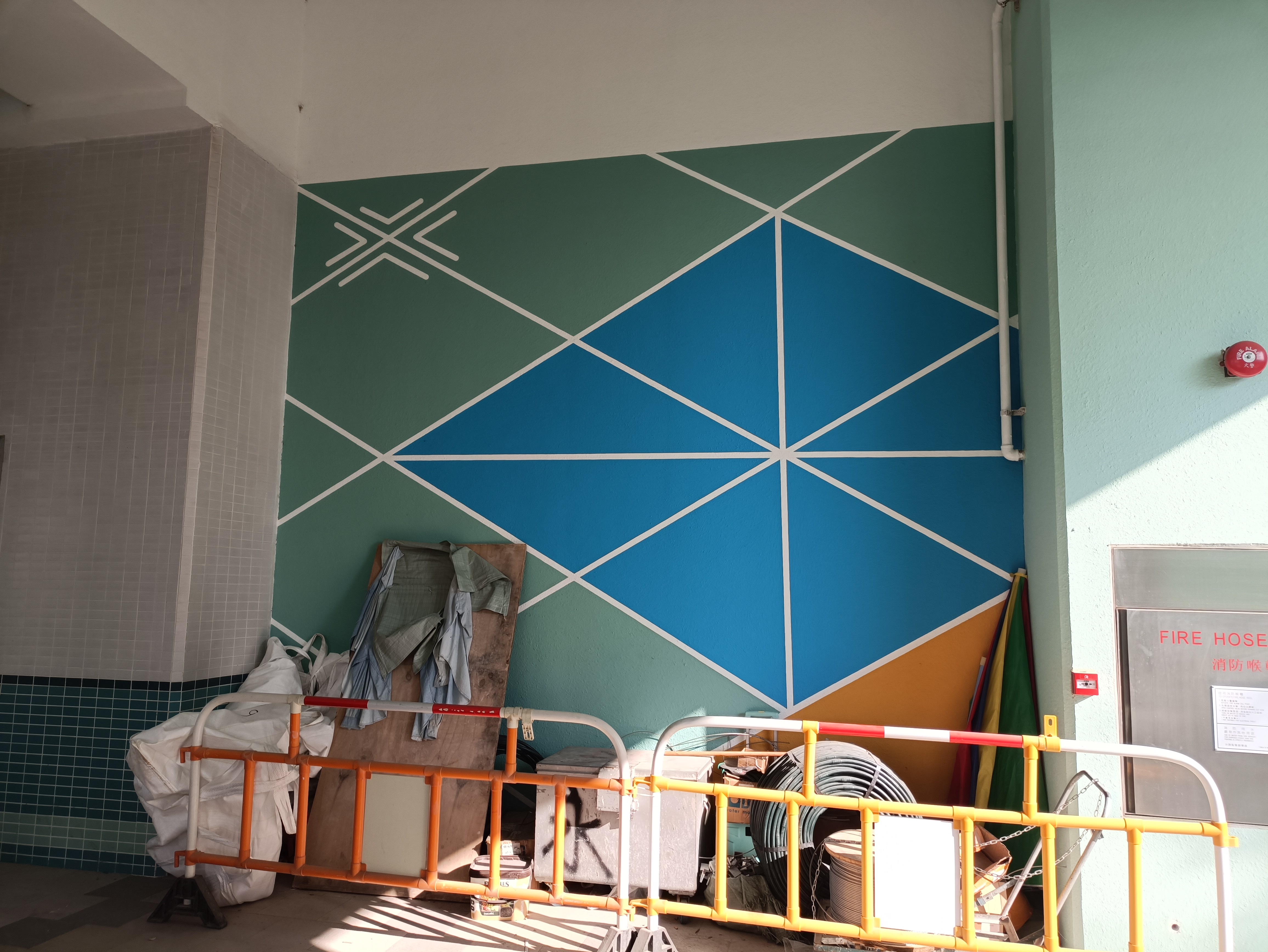
屋苑公共範圍以中國象棋盤圖案裝飾

## 興建期間圖片集

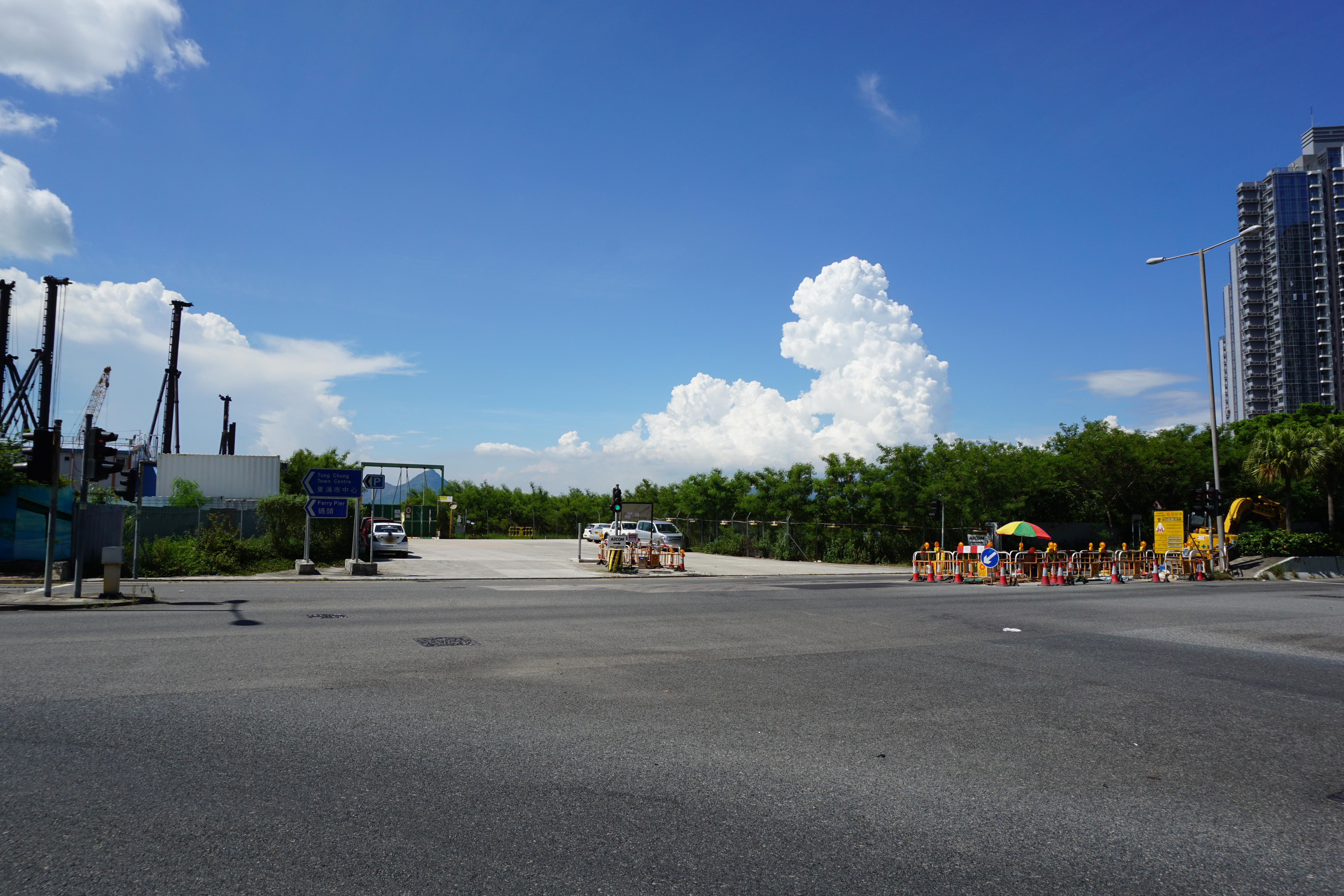
動工前，2016年6月
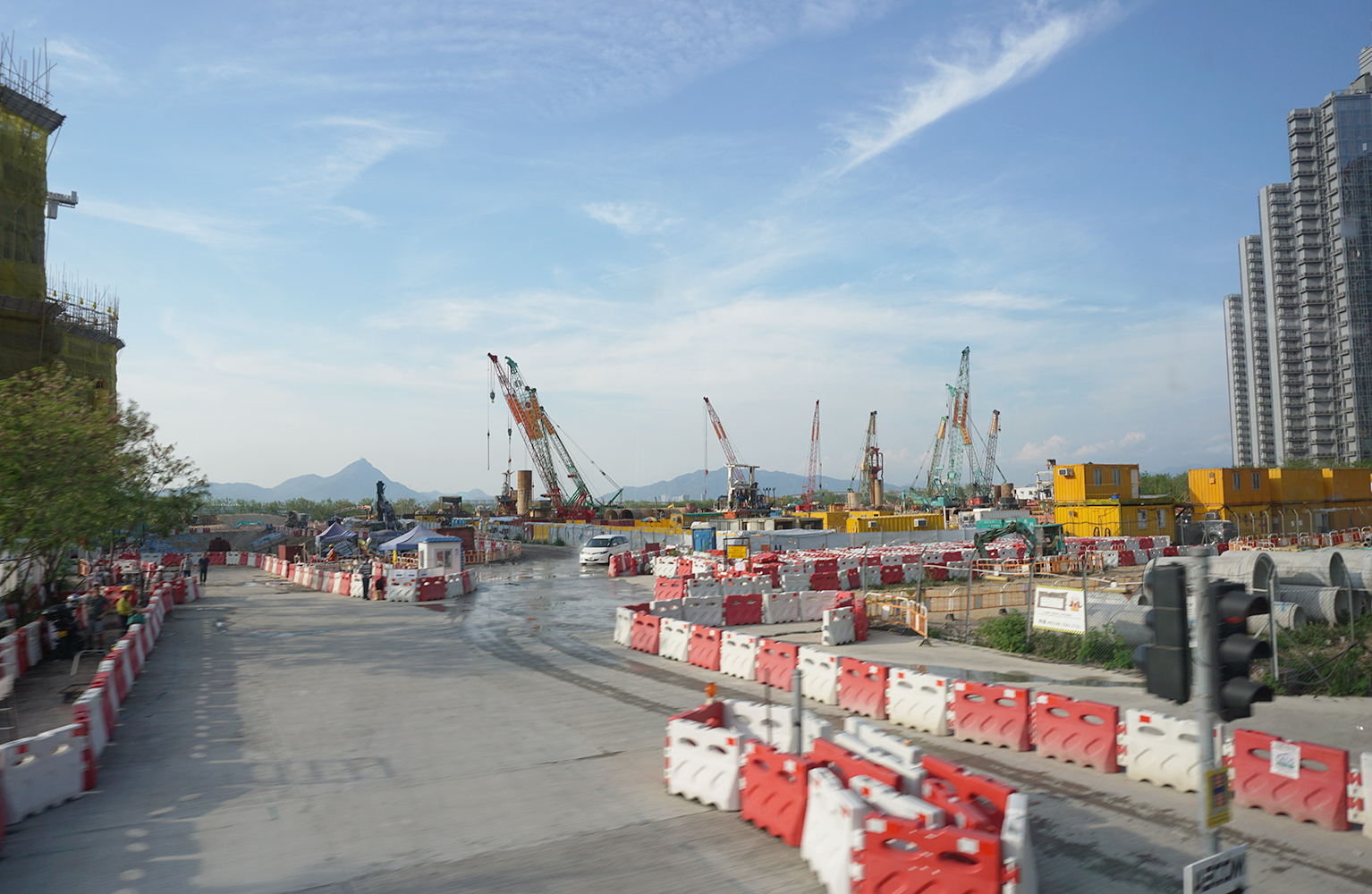
地基工程，2018年5月
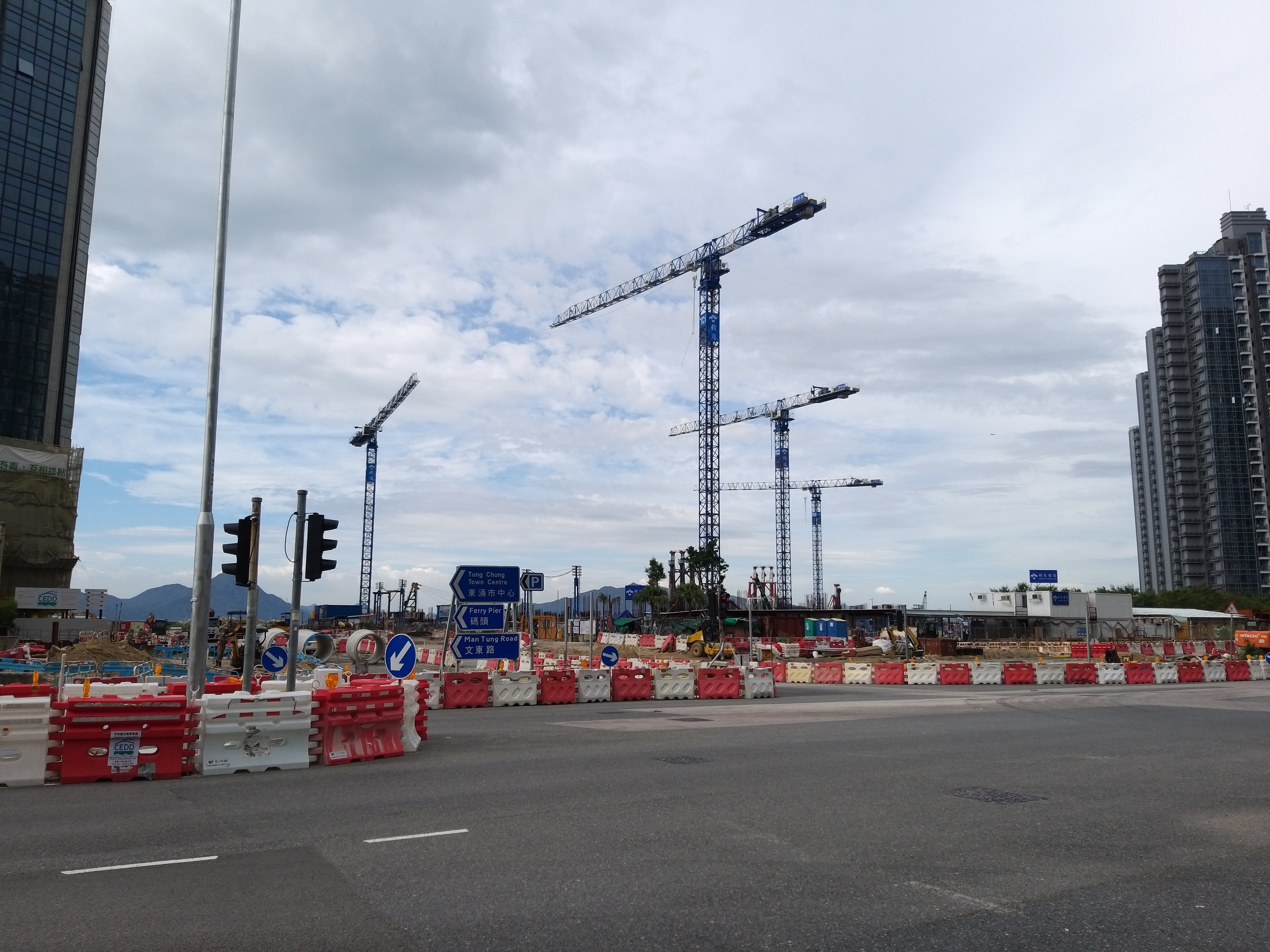
開始上蓋工程，2019年8月
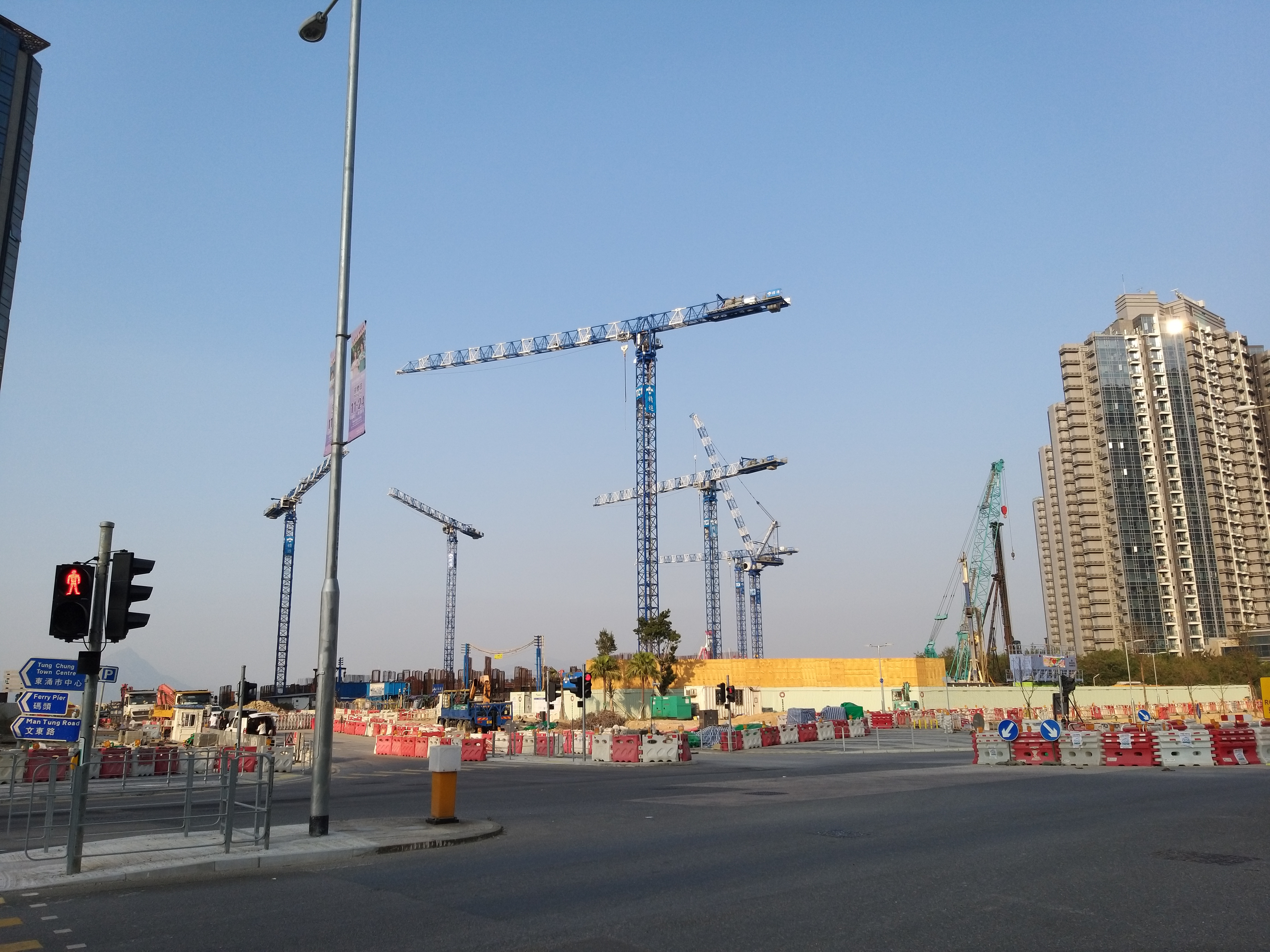
興建中，2019年12月
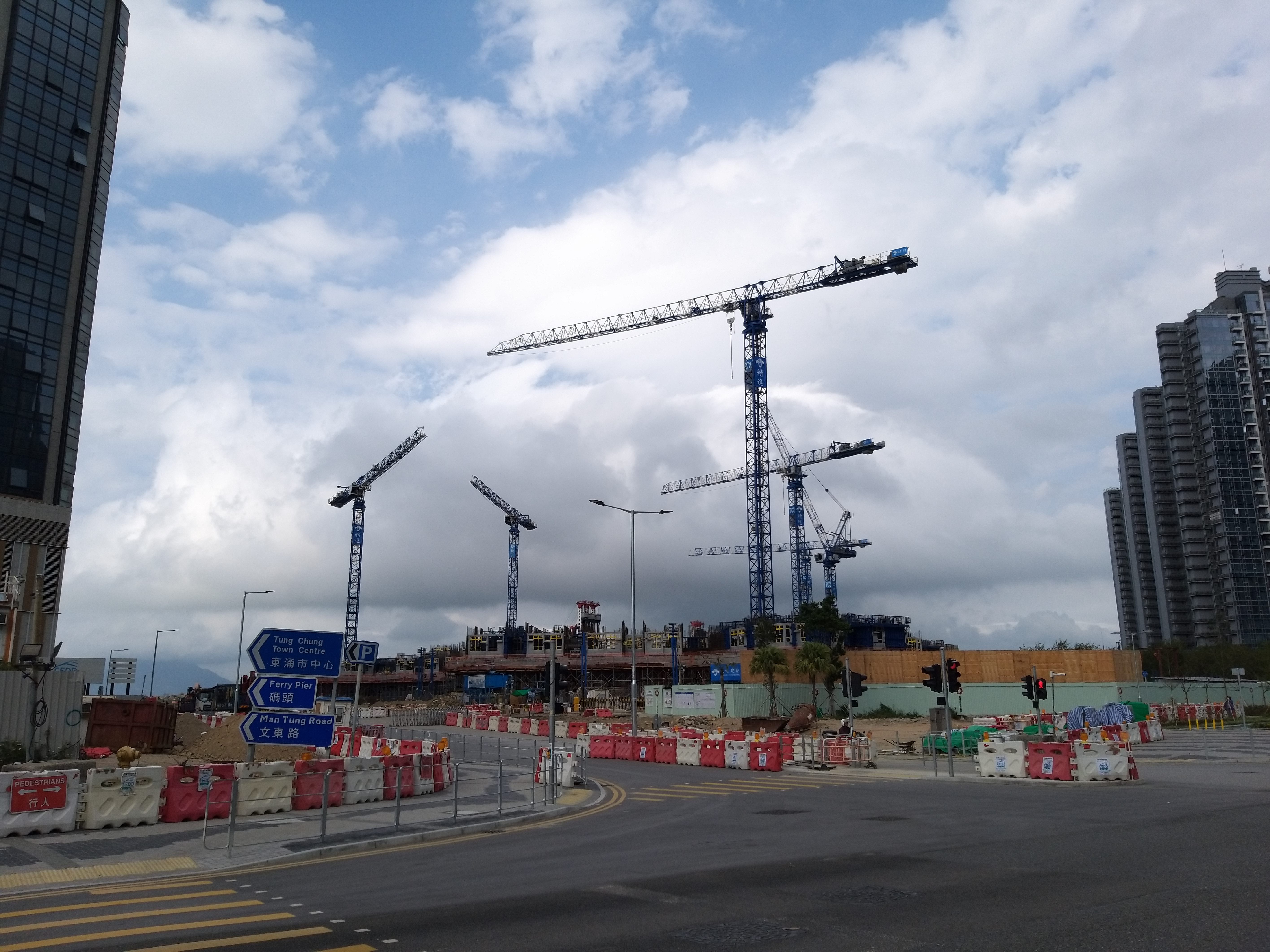
開始興建第一層住宅，2020年3月
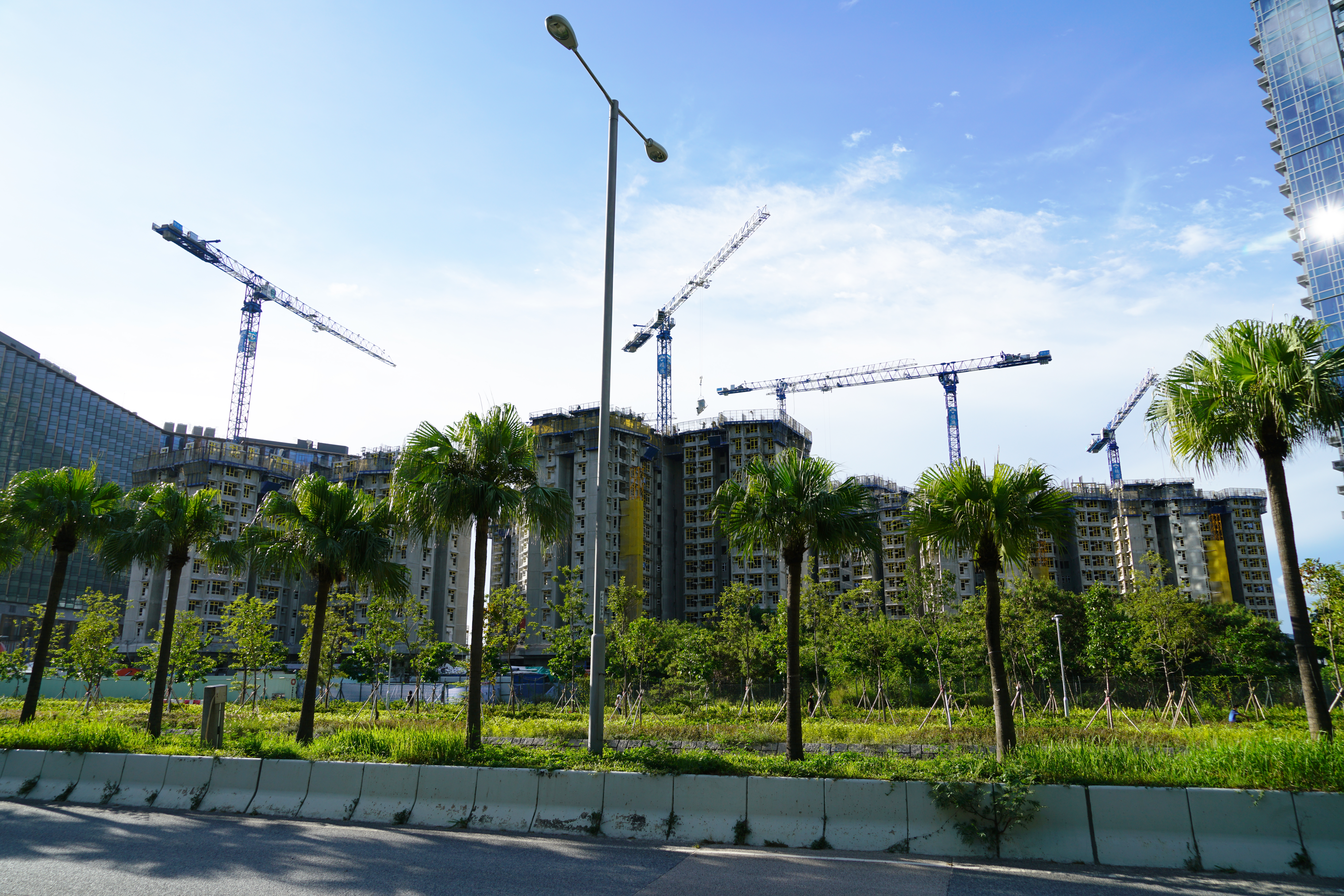
興建中，2020年8月
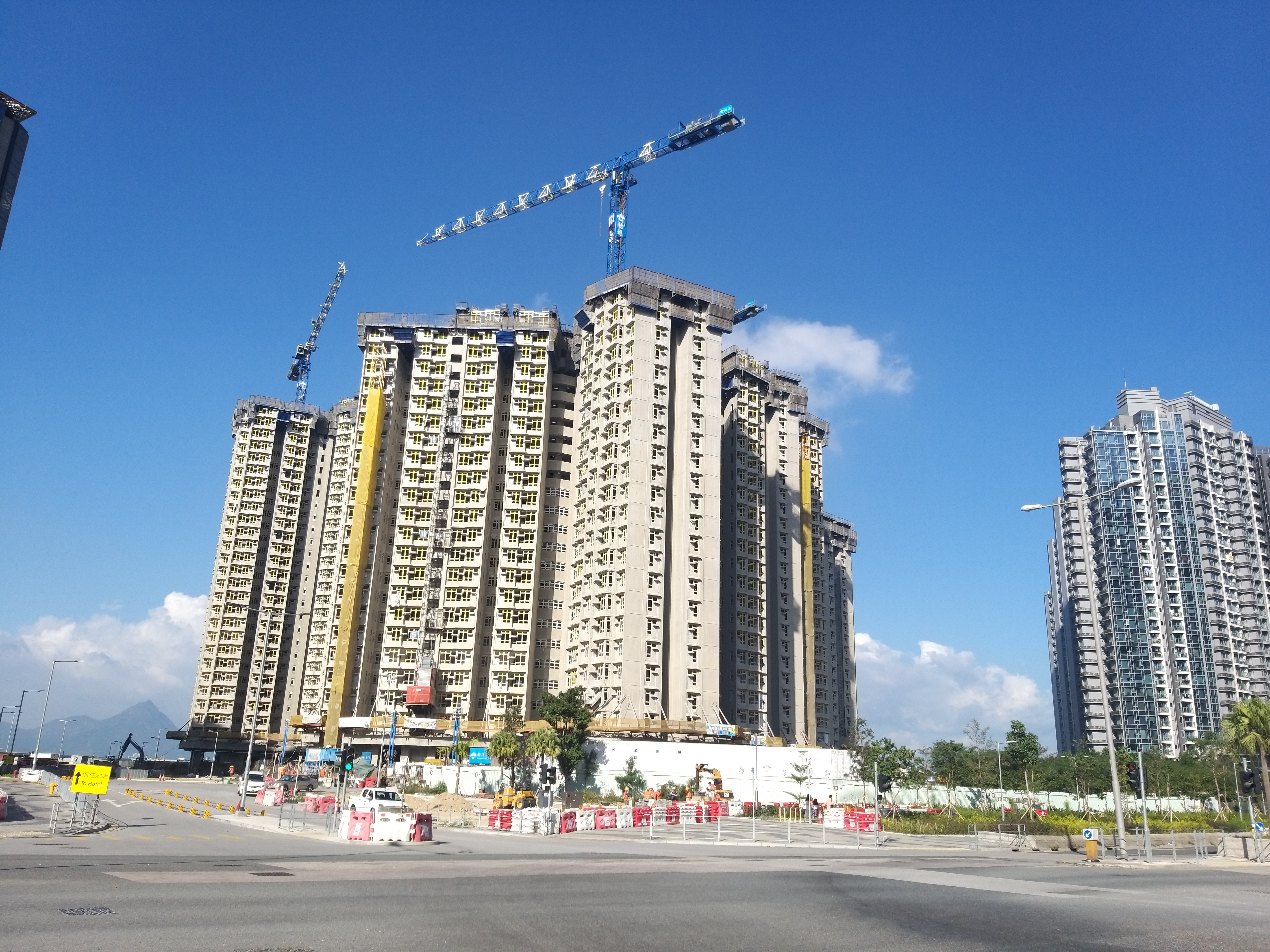
興建中，2020年11月
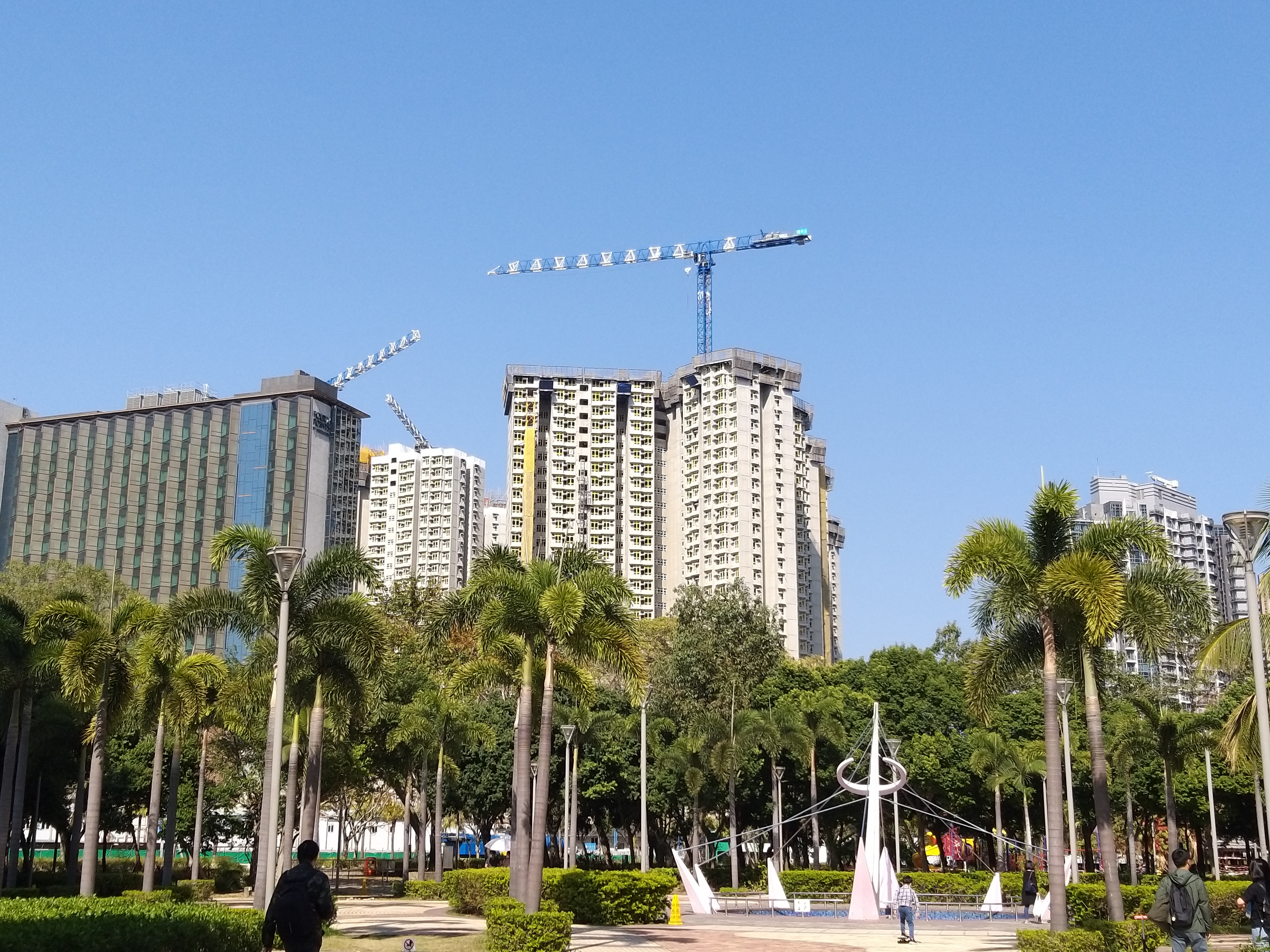
興建中，2021年2月
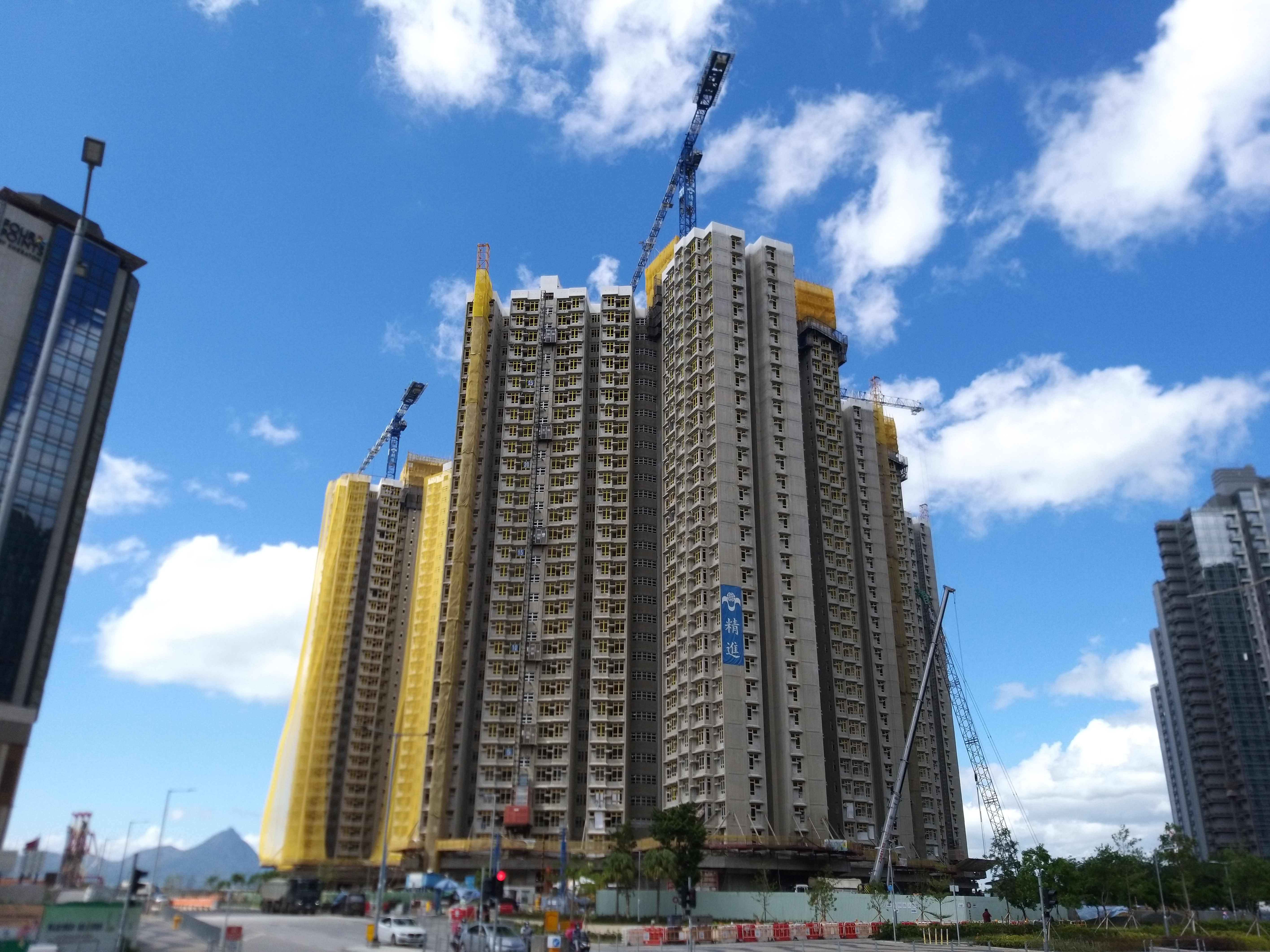
已封頂，2021年5月
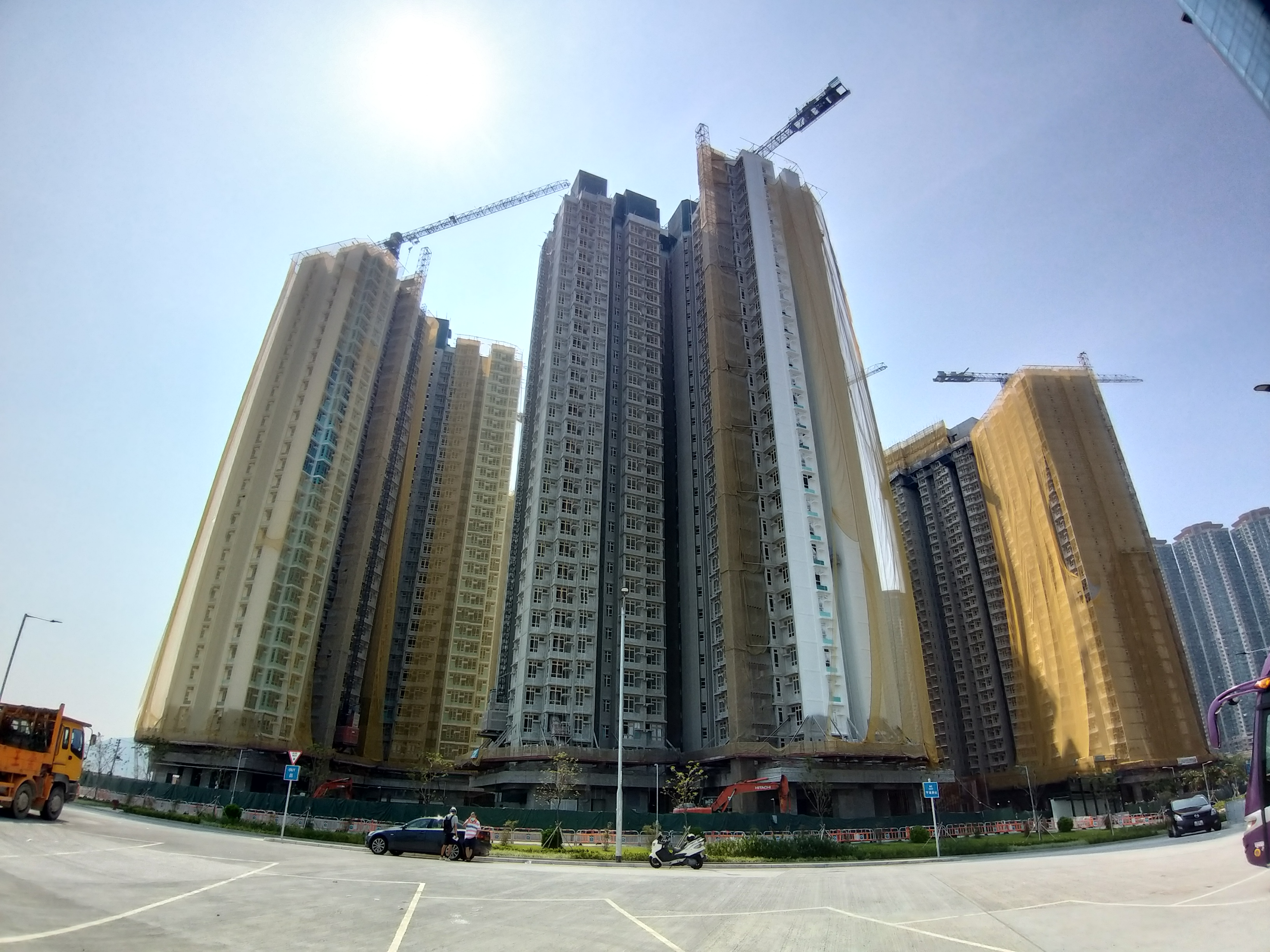
2021年7月
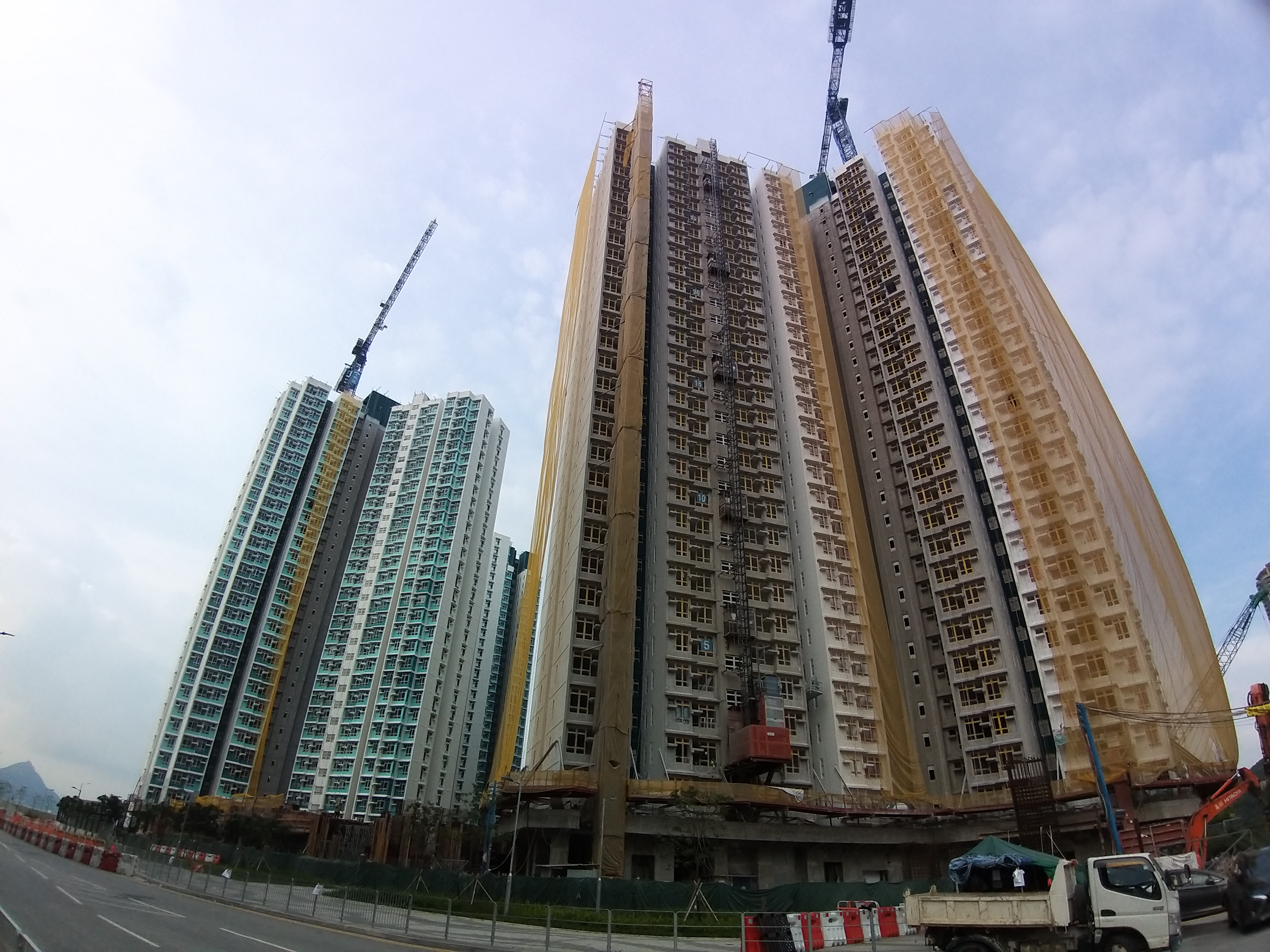
2021年9月
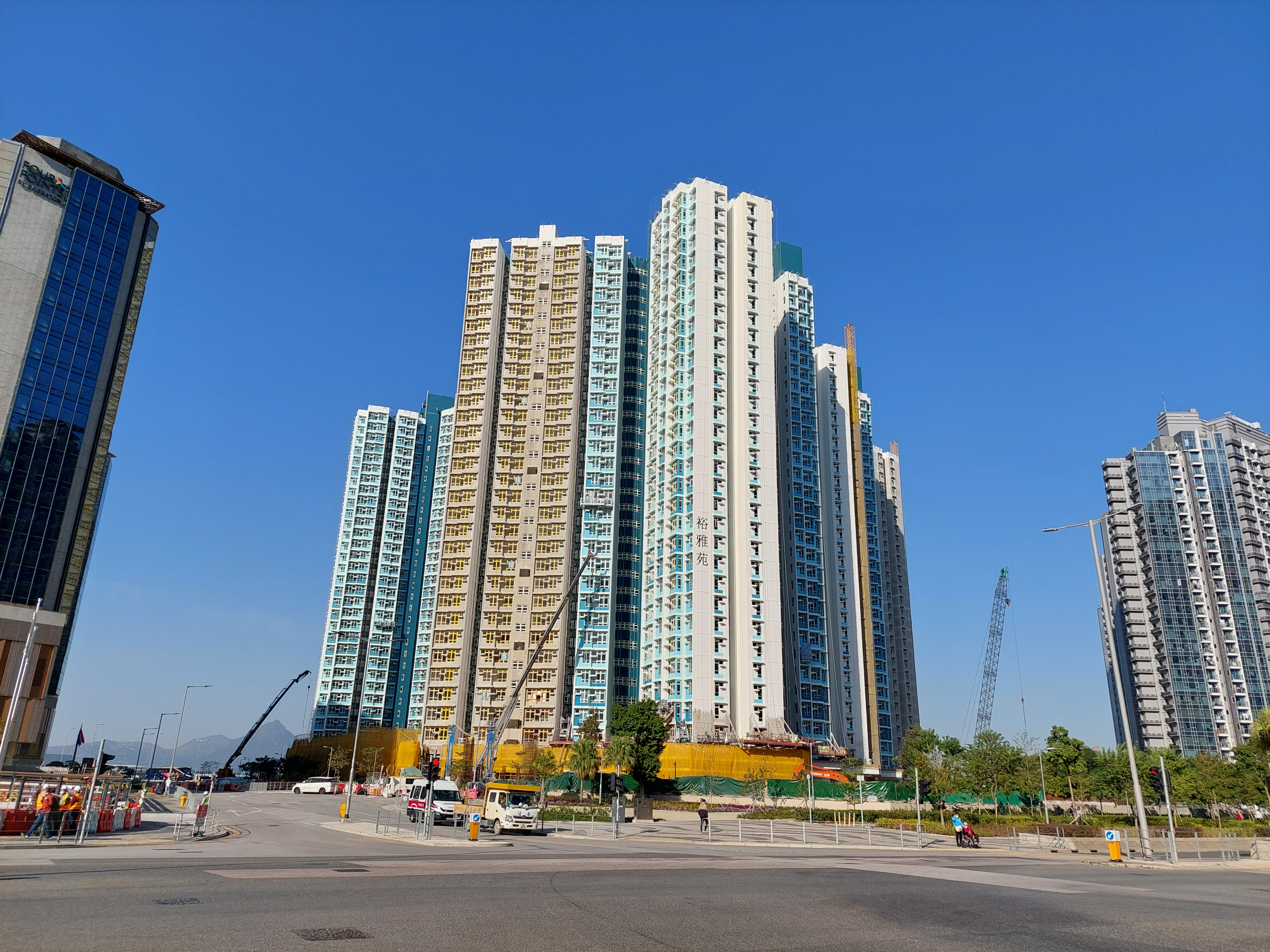
2021年12月
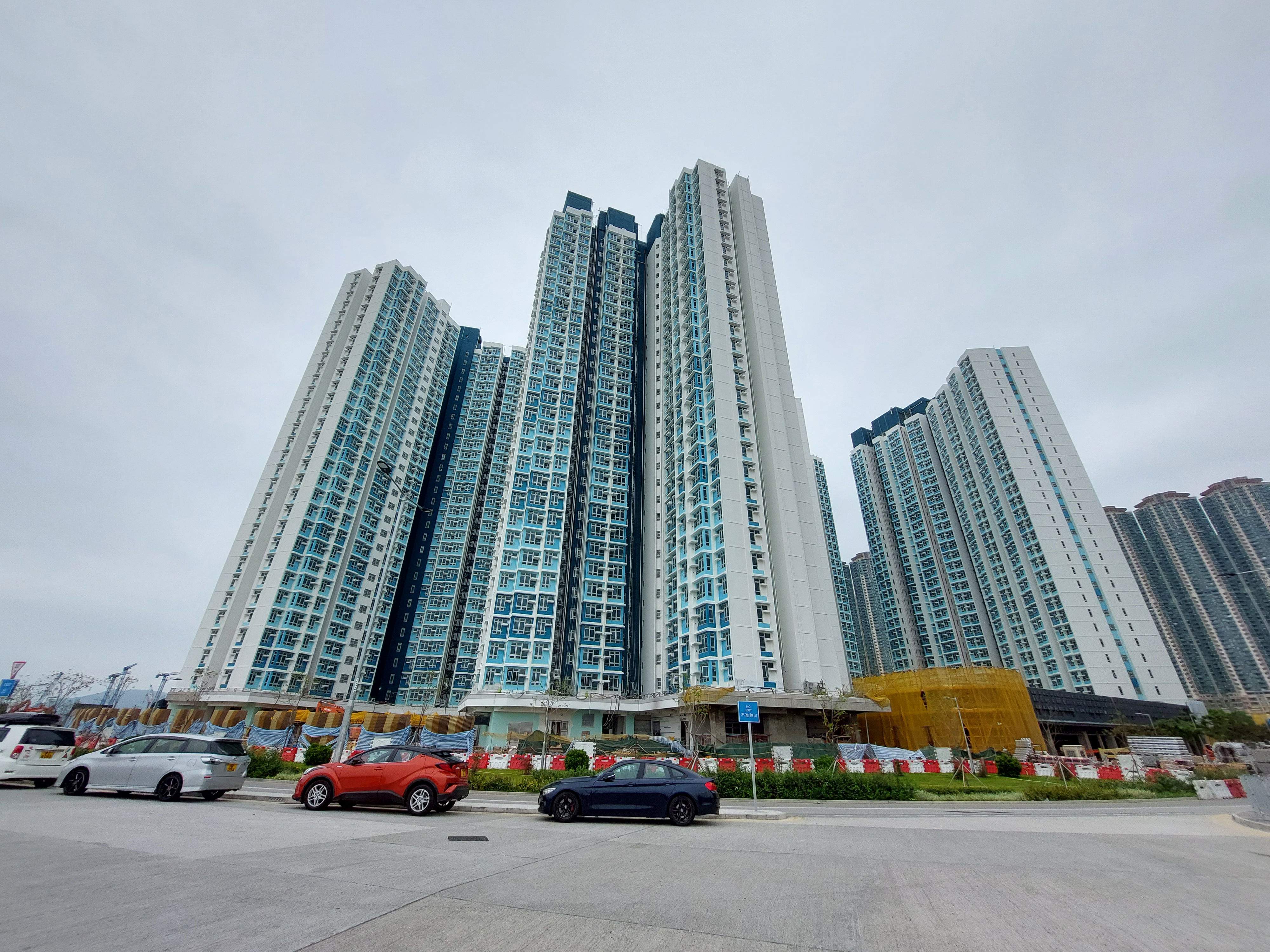
正在裝設圍欄，2022年3月

## 鄰近屋苑及地方
- 東環
- 昇薈
- 映灣園
- 嗇色園主辦可譽中學暨可譽小學
- 香港樹人學校（興建中）及擬建東涌漢華中學
- 藍天海岸
- 迎東邨
- 香港東涌世茂喜來登酒店、香港東涌世茂福朋喜來登酒店及T Bay商場